# Вільям Луїс Калберсон
Вільям Луїс "Білл" Калберсон (англ. William Louis "Bill" Culberson; 5 квітня 1929, Індіанаполіс, Індіана - 8 лютого 2003, Дарем, Північна Кароліна) - американський ліхенолог.

## Біографія
Вільям Луїс Калберсон народився 5 квітня 1929 року в Індіанаполісі, штат Індіана, але ще в дитинстві із сім'єю переїхав до Цинциннаті, штат Огайо, де його батько був поштовим працівником, а мати - шкільною вчителькою. Він відвідував школу в Цинциннаті, а після закінчення вступив до Університету Цинциннаті, де на нього вплинула Емма Люсі Браун, підштовхнувши його до ліхенології. Білл змалку цікавився рослинами, в юності працював у теплиці, а коли прийшов час, обрав ботаніку як основну спеціальність у коледжі. Саме в Університеті Цинциннаті бріолог Маргарет Ганна Фулфорд познайомила його з криптогамами, а свою першу наукову роботу - флористичний опис деяких лишайників східного Кентуккі - він написав, будучи ще студентом. Саме в Цинциннаті Білл познайомився зі своєю майбутньою дружиною Чикітою Форман.
До моменту закінчення навчання (з відзнакою і як член Фі Бета Каппа) у 1951 році Білл вже досить вільно володів французькою мовою для вступу до Паризького університету, де він отримав еквівалентом магістерського ступеня (фр. Diplômé d'études Supérieures). Підтримуваний стипендією Фулбрайта, він навчався в Лабораторії криптогамії, де написав дисертацію про систематику та фітогеографію Enterographa crassa.
Повернувшись до Штатів у 1952 році, Білл вступив до аспірантури з ботаніки в Університеті Вісконсину у Медісоні, де працював у проекті з екології лишайників під керівництвом Джона Волтера Томсона. Дослідницький проект - вивчення структури угруповань кортикальних лишайників та мохоподібних у високогірних лісах північного Вісконсину - був супутнім до аналогічного проекту, який проводив у південному Вісконсині Мейсон Гейл, чиє перебування в аспірантурі, також під керівництвом Джона Томсона, частково збіглося з перебуванням Калберсона в аспірантурі. Біллу знадобилося лише два роки, щоб завершити свою докторську програму, і в 1954 році він поїхав як постдокторський науковий співробітник Національного наукового фонду працювати з Маккензі Лембом у Довідковій бібліотеці та гербарії Фарлоу Гарвардського університету. Вони з Чикітою Ф. Калберсон, з якою одружилися 1953 року, провели рік у Фарлоу, працюючи переважно над групою Parmelia dubia (синонім Punctelia ulophylla).
У 1955 році Калберсон приєднався до кафедри ботаніки в Дюкському університеті, де працював до виходу на пенсію в 1995 році. На той час гербарію лишайників у Дюкському університеті майже не існувало, і з тих пір він став основним ботанічним ресурсом завдяки численним подорожам і зборам подружжя Калберсонів, обміну з іншими гербаріями, а також придбанню кількох європейських колекцій (гербарій Йогана Гавааса з Норвегії і частина гербарію лишайників Жюльєна Гарманда з Франції).
За свою кар'єру Калберсон опублікував 117 наукових праць, а також близько 100 статей з "Новітньої літератури про лишайники" (опублікованих у журналі "The Bryologist") і десятки книжкових оглядів та чотири контрольні списки північноамериканських лишайників, які він написав разом з Мейсоном Гейлом. Також серед його найбільш значущих ранніх робіт - монографія "Лишайники родів Cetrelia та Platismatia", завершена в Чикаго, яка була однією з перших комплексних ревізій з використанням детальних хімічних даних для підтримки таксономій як на видовому, так і на родовому рівнях.
Значну частину своєї кар'єри він присвятив з'ясуванню біологічного та еволюційного значення хімічної мінливості лишайників. Серед особливо важливих робіт у цьому напрямку - дослідження групи Ramalina siliquosa, групи Parmelia perforata та групи Cladonia chlorophaea.
8 лютого 2003 року Вільям Луїс "Білл" Калберсон помер після тримісячної боротьби з раком. Після смерті він був кремований.

## Посади, відзнаки та нагороди
Калберсон був головним редактором журналів "The Bryologist" (1962-1970), "Brittonia" (1975) та "Systematic Botany" (1976-1977); фактично останній журнал був заснований під керівництвом Калберсона. Крім цього, він був членом редакційних колегій журналів "Brittonia", "Madroño", "American Journal of Botany", "Cryptogamie, Bryologie et Lichenologie" та "Cryptogamic Botany".
Обіймав посади президента Американського бріологічного та ліхенологічного товариства (1987-1989), президента Ботанічного товариства Америки (1991-1992), а також директора Садів Сари П. Дюк (1978-1998).
У 1984 році Дюкський університет присвоїв Калберсону престижну посаду професора ботаніки імені Гуго Лендера Бломквіста, а після виходу на пенсію присвоїв звання почесного професора.
1992 року Калберсон став одним з перших сучасних лауреатів медалі Ахаріуса.
2010 року колекція лишайників Дюкського унівеситету отримала офіційну назву "Гербарій та бібліотека лишайників Вільяма Луїса та Чикіти Ф. Калберсонів".

## Епонімія
У 2000 році ботанік Теодор Есслінгер описав Culbersonia - рід грибів родини Caliciaceae, названий на честь Вільяма Луїса Калберсона та Чикіти Френсіс Калберсон, його "давніх друзів і наставників".

## Публікації
1951
- Some lichens from eastern Kentucky. Lloydia 14: 181-186.

1951-1978
- CULBERSON, W. L. Recent literature on lichens 1-100. THE BRYOLOGIST. Vols. 54-81. (Бібліографічна серія зі 100 частин, кожна з яких складається в середньому з 7 сторінок).

1952
- Étude systématique et phytogéographique de l' Enterographa crassa (DC.) Fée. Revue Bryologique et Lichénologique 21: 276-284.[20]
- Quelques lichens des environs de Troyes et une note sur leur faune malacologique. Monde des Plantes 287-288: 23-24.[21]

1955
- The corticolous communities of lichens and bryophytes in the upland forests of northern Wisconsin. Ecology Monographs 25: 215-231.[22]
- The fossil mosses of the Two Creeks Forest Bed of Wisconsin. American Midland Naturalist 54: 452-459.[23]
- A Guide to the Literature on the Lichen Flora and Vegetation of the United States. Plant Disease Epidemics and Identification Section, Agricultural Research Service, USDA, Spec. Publ. No. 7. Plant Industry Station, Beltsville, MA.
- Note sur la nomenclature, répartition et phytosociologie du Parmeliopsis placorodia (Ach.) Nyl. Revue Bryologique et Lichénologique 24: 334-337.
- Notes on the Parmelia caperata group in Wisconsin. THE BRYOLOGIST 58: 40-45.[24]
- Qualitative and quantitative studies on the distribution of corticolous lichens and bryophytes in Wisconsin. Lloydia 18: 25-36.

1956
- CULBERSON, W. L. & C. E CULBERSON. The systematics of the Parmelia dubia group in North America. American Journal of Botany 43: 678-687.[25]
- HALE, JR., M. E. & W. L. CULBERSON. A checklist of the lichens of the United States, Canada, and Alaska. Castanea 21: 73-105.[26]

1957
- Parmelia caroliniana Nyl. and its distribution. Journal of the Elisha Mitchell Scientific Society 73: 443-446.[27]

1958
- The chemical strains of the lichen Parmelia cetrarioides Del. in North America. Phyton 11: 85-92.
- Variation in the pine-inhabiting vegetation of North Carolina. Ecology 39: 23-28.[28]
- CULBERSON, C. E & W. L. CULBERSON. Age and chemical constituents of individuals of the lichen Lasallia papulosa. Lloydia 21: 189-192.

1959
- "Lichens Exsiccati" in herbariis Americae septentrionalis asservati. THE BRYOLOGIST 62: 45-52.[29]

1960
- Parmelia pseudoborreri Asahina, lichen nouveau pour la flore d'Europe et remarques sur les "espéces chimiques" en lichénologie. Revue Bryologique et Lichénologique 29: 321-325.
- Parmelia ulophyllodes (Vain.) Savicz in the North American lichen flora. Journal of the Elisha Mitchell Scientific Society 76: 141-142.[30]
- HALE, JR., M. E. & W. L. CULBERSON. A second checklist of the lichens of the continental United States and Canada. THE BRYOLOGIST 63: 137-172.[31]

1961
- The discovery of the lichen Parmeliopsis placorodia in western North America. Madroño 16: 31.
- A disposition of the nomenclature of lichens in Curtis's North Carolina Botany of 1867. Journal of the Elisha Mitchell Scientific Society 77: 265-267.[32]
- The Parmelia quercina group in North America. American Journal of Botany 48: 168-174.[33]
- Proposed changes in the International Code governing the nomenclature of lichens. Taxon 10: 161-165.[34]
- A second Anzia in North America. Brittonia 13: 381-384.[35]

1962
- Some pseudocyphellate Parmeliae. Nova Hedwigia 4: 563-577.
- The systematic position of Platysma thomsonii. THE BRYOLOGIST 65: 304-307.[36]

1963
- The lichen genus Thamnolia. Brittonia 15: 140-144.[37]
- Lichens in a greenhouse. Science 139: 40-41.[38]
- A summary of the lichen genus Haematomma in North America. THE BRYOLOGIST 66: 224-236.[39]

1964
- The Collected Lichenological Papers of Edward Tuckerman. (Editor) Vol. XVI. Cramer Verlag, Weinheim.
- The range of Herpothallon sanguineum in the United States. THE BRYOLOGIST 67: 224-226.[40]
- Taxonomy of lichens, pp. 262-263. In McGraw-Hill Yearbook of Science and Technology. McGraw-Hill, NY.
- SAYRE, G., C. E. B. BONNER & W. L. CULBERSON. The authorities for the epithets of mosses, hepatics, and lichens. THE BRYOLOGIST 67: 113-135.[41]

1965
- Cetraria chicitae, a new and widely distributed lichen species. THE BRYOLOGIST 68: 95-99.[42]
- The foliose and fruticose lichens of the environs of Mountain Lake, Giles County, Virginia. Castanea 30: 96-104.[43]
- CULBERSON, W. L. & C. E CULBERSON. Asahinea, a new genus in the Parmeliaceae. Brittonia 17: 182-191.[44]
- CULBERSON, W. L. & C. E CULBERSON & M. E. HALE, JR. Pyxine caesiopruinosa in the United States. THE BRYOLOGIST 68: 113-116.[45]

1966
- Chemistry and taxonomy of the lichen genera Heterodermia and Anaptychia in the Carolinas. THE BRYOLOGIST 69: 472-487.[46]
- Chimie et taxonomie des lichens du groupe Ramalina farinacea en Europe. Revue Bryologique et Lichenologique 34: 841-851.
- Jatta's subgeneric classification of the lichens. THE BRYOLOGIST 69: 214-231.[47]
- The lichen genus Aspidelia Stirt. THE BRYOLOGIST 69: 113-114.[48]
- The typification of the genus Platyphyllum and a proposal for the conservation of Cetraria Ach. against Platyphyllum Ventenat. Taxon 15: 315-316.[49]
- CULBERSON, C. E & W. L. CULBERSON. The identification of imbricaric acid and a new imbricaric acid-containing lichen species. THE BRYOLOGIST 69: 192-202.[50]
- CULBERSON, W. L. & M. E. HALE, JR. The range of Normandina pulchella in North America. THE BRYOLOGIST 69: 365-367.[51]
- HALE, M. E., JR. & W. L. CULBERSON. A third checklist of the lichens of the continental United States and Canada. THE BRYOLOGIST 69: 141-182.[52]
- SANTESSON, R. & W. L. CULBERSON. The typification of the homonymic generic names Platisma (Platysma) proposed for lichens. THE BRYOLOGIST 69: 100-104.[53]

1967
- Analysis of chemical and morphological variation in the Ramalina siliquosa species complex. Brittonia 19: 333-352.[54]
- CULBERSON, W. L. & C. E CULBERSON. Habitat selection by chemically differentiated races of lichens. Science 158: 1195-1197.[55]
- CULBERSON, W. L. & C. E CULBERSON. A new taxonomy for the Cetraria ciliaris group. THE BRYOLOGIST 70: 158-166.[56]

1968
- CULBERSON, C. E & W. L. CULBERSON. The constituents of some species of the Thelotremataceae. Journal of Japanese Botany 43: 316-323.[57]
- CULBERSON, W. L. & C. E CULBERSON. The lichen genera Cetrelia and Plastismatia (Parmeliaceae). Contributions to the US National Herbarium 34: I-IV, 449-558.[58]

1969
- The behavior of the species of the Ramalina siliquosa group in Portugal. Österreich Botanisch Zeitschrift 116: 85-94.[59]
- The chemistry and systematics of some species of the Cladonia cariosa group in North America. THE BRYOLOGIST 72: 377-386.[60]
- Norstictic acid as a hymenial constituent of Letharia. Mycologia 61: 731-736.[61]
- The use of chemistry in the systematics of the lichens. Taxon 18: 152-166.[62]
- CULBERSON, C. E & W. L. CULBERSON. First reports of lichen substances from seven genera of lichens. THE BRYOLOGIST 72: 210-214.[63]

1970
- Chemosystematics and ecology of lichen-forming fungi. Annual Review of Ecology and Systematics 1: 153-170.[64]
- Parmelia discordans, lichen peu connu d'Europe. Revue Bryologique et Lichenologique 37: 183-186.
- Ramalina siliquosa discovered in Japan. Journal of Japanese Botany 45: 295-296.
- The typification of the lichen genus Pilophoron. THE BRYOLOGIST 73: 630-632.[65]
- CULBERSON, W. L. & C. E CULBERSON. A phylogenetic view of chemical evolution in the lichens. THE BRYOLOGIST 73: 1-31.[66]
- HALE, JR., M. E. & W. L. CULBERSON. A fourth checklist of the lichens of the continental United States and Canada. THE BRYOLOGIST 73: 499-543.[67]

1971
- Against the proposal (311) to retain the name Usneaceae Esch. (1824) if these lichen fungi are united with the Ramalinaceae Ag. (1821). Taxon 20: 383-384.[68]
- CULBERSON, C. E & W. L. CULBERSON. The chemistry of some species of the lichen genus Diploschistes. Mycologia 63: 422-426.[69]

1972
- Disjunctive distributions in the lichen-forming fungi. Annals of the Missouri Botanical Garden 59: 165-173.[70]
- CULBERSON, W. L. & D. L. HAWKSWORTH. Lichens 1961-1969. Index of Fungi Supplement. Commonwealth Mycological Institute, Kew. 78 pp. (Імена авторів в оригіналі не вказані. Про авторство див. Taxon 22: 303-304. 1973.)

1973
- The Parmelia perforata group: niche characteristics of chemical races, speciation by parallel evolution, and a new taxonomy. THE BRYOLOGIST 76: 20-29.[71]
- CULBERSON, W. L. & C. E CULBERSON. Parallel evolution in lichen-forming fungi. Science 180: 196-198.[72]

1974
- CULBERSON, W. L. & M. E. HALE, JR. The range of the lichen Parmelia eurysaca. Mycologia 66: 1047-1049.[73]

1976
- CULBERSON, C. E & W. L. CULBERSON. Chemosyndromic variation in lichens. Systematic Botany 1: 325-339.[74]
- CULBERSON, W. L. & C. E CULBERSON. Ramalina asahinae, a new boninic acid-producing species from Mexico. Journal of Japanese Botany 51: 374-376.[75]
- CULBERSON, W. L. & C. E CULBERSON. A tribute to Yasuhiko Asahina. THE BRYOLOGIST 79: 258-263.[76]

1977
- CULBERSON, C. E, W. L. CULBERSON & D. A. ARWOOD. Physiography and fumarprotocetraric acid production in the Cladonia chlorophaea group in North Carolina. THE BRYOLOGIST 80: 71-75.[77]
- CULBERSON, C. E, W. L. CULBERSON & T L. ESSLINGER. Chemosyndromic variation in the Parmelia pulla group. THE BRYOLOGIST 80: 125-135.[78]
- CULBERSON, C. E, W. L. CULBERSON & A. JOHNSON. Nonrandom distribution of an epiphytic Lepraria on two species of Parmelia. THE BRYOLOGIST 80: 201-203.[79]
- CULBERSON, C. E, W. L. CULBERSON & A. JOHNSON. Second Supplement to Chemical and Botanical Guide to Lichen Products. American Bryological and Lichenological Society, St. Louis, MO.
- CULBERSON, C. E, W. L. CULBERSON & A. JOHNSON. Thermally induced chemical artifacts in lichens. Phytochemistry 16: 127-130.[80]
- CULBERSON, W. L., C. E CULBERSON & A. JOHNSON. Correlations between secondary-product chemistry and ecogeography in the Ramalina siliquosa group (lichens). Plant Systematics and Evolution 127: 191-200.[81]
- CULBERSON, W. L., C. E CULBERSON & A. JOHNSON. Pseudevernia furfuracea-olivetorina relationships: Chemistry and ecology. Mycologia 69: 604-614.[82]

1978
- CULBERSON, C. E & W. L. CULBERSON. β-Orcinol derivatives in lichens: biogenetic evidence from Oropogon loxensis. Experimental Mycology 2: 245-257.[83]
- CULBERSON, W. L. & C. E CULBERSON. Cetrelia cetrarioides and C. monachorum (Parmeliaceae) in the New World. THE BRYOLOGIST 81: 517-523.[84]

1980
- CULBERSON, W. L. & C. E CULBERSON. Microconidial dimorphism in the lichen genus Parmelia. Mycologia 72: 127-135.[85]

1981
- A Standardized TLC Analysis of β-Orcinol Depsidones. THE BRYOLOGIST 84: 16-29.[86]
- CULBERSON, W. L. & C. E CULBERSON. The genera Cetrariastrum and Concamerella (Parmeliaceae): A chemosystematic synopsis. THE BRYOLOGIST 84: 273-314.[87]
- CULBERSON, W. L. & C. E CULBERSON. A new Ramalina with two new depsides. Occasional Papers of the Farlow Herbarium, Harvard University 16: 37-41.
- CULBERSON, W. L. & C. E CULBERSON. Yeast, ethanol, and chemical competition. American Naturalist 117: 567.[88]
- MOLHO, D., B. BODO,W. L. CULBERSON & C. E CULBERSON. A chemically distinctive new Ramalina from Fiji. THE BRYOLOGIST 84: 396-398.[89]

1982
- CULBERSON, W. L. & C. E CULBERSON. Evolutionary modification of ecology in a common lichen species. Systematic Botany 7: 158-169.[90]
- CULBERSON, W. L., C. E CULBERSON & A. JOHNSON. A new endemic red-fruited Cladonia from the North Carolina coast. Mycologia 74: 662-667.[91]

1983
- CULBERSON, C. E, W. L. CULBERSON & A. JOHNSON. Genetic and environmental effects on growth and production of secondary compounds in Cladonia cristatella. Biochemical Systematics and Ecology 11: 77-84.[92]
- CULBERSON, W. L., C. E CULBERSON & S. A. CULBERSON. A new lecanoric acid-producing Usnea from Mexico. THE BRYOLOGIST 86: 254-256.[93]

1984
- CULBERSON, C. E, W. L. CULBERSON & A. JOHNSON. Secondary compounds produced exclusively by lichens, pp. 793-833. In A. I. Laskin & H. A. Lechevalier (eds.), CRC Handbook of Microbiology, 2nd ed., Vol. 5. CRC Press, Boca Raton, FL.

1985
- CULBERSON, C. E, W. L. CULBERSON & A. JOHNSON. Does the symbiont alga determine thallus chemistry in lichens? Mycologia 77: 657-660.[94]
- CULBERSON, C. E, W. L. CULBERSON & A. JOHNSON. Orcinol-type depsides and depsidones in the lichens of the Cladonia chloropha group (Ascomycotina, Cladoniaceae). THE BRYOLOGIST 88: 380-387.[95]

1986
- Chemistry and sibling speciation in the lichen-forming fungi: ecological and biological considerations. THE BRYOLOGIST 89: 123-131.[96]
- BRODO, I. M. & W. L. CULBERSON. Haematomma pustulatum sp. nov. (Ascomycotina, Haematommataceae): A common, widespread, sterile lichen of eastern North America. THE BRYOLOGIST 89: 203-205.
- CULBERSON, C. E, W. L. CULBERSON & A. JOHNSON. Two new products, elatinic acid and methyl barbatate, from the lichen genus Haematomma (Ascomycotina, Haematommataceae). Mycologia 78: 888-891.[97]

1987
- CULBERSON, C. E, W. L. CULBERSON, S. GOWAN & A. JOHNSON. New depsides from lichens: Microchemical methodologies applied to the study of new natural products discovered in herbarium specimens. American Journal of Botany 74: 403-414.[98]

1988
- CULBERSON, C. E, W. L. CULBERSON & A. JOHNSON. Gene flow in lichens. American Journal of Botany 75: 1135-1139.[99]

1990
- CULBERSON, C. E, W. L. CULBERSON & A. JOHNSON. A novel meta-depside from the Ramalina subfraxinea complex (Ascomycotina, Ramalinaceae). THE BRYOLOGIST 93: 193-196.[100]
- CULBERSON, C. E, W. L. CULBERSON & A. JOHNSON. The Ramalina americana complex (Ascomycotina, Ramalinaceae): Chemical and geographical correlations. THE BRYOLOGIST 93: 167-186.[101]

1991
- A tribute to Mason Ellsworth Hale, Jr. THE BRYOLOGIST 94: 90-93.[102]
- HUNECK, S., C. E CULBERSON, W. L. CULBERSON & J. A. ELIX. Haematommone, a red pigment from apothecia of Haematomma puniceum. Phytochemistry 30: 706-707.[103]

1992
- CULBERSON, C. E, W. L. CULBERSON & A. JOHNSON. Characteristic lichen products in cultures of chemotypes of the Ramalina siliquosa complex. Mycologia 84: 705-714.[104]

1993
- CULBERSON, C. E, W. L. CULBERSON & A. JOHNSON. Occurrence and histological distribution of usnic acid in the Ramalina siliquosa species complex. THE BRYOLOGIST 96: 181-184.[105]
- CULBERSON, C. E, W. L. CULBERSON & A. JOHNSON. Speciation in the lichens of the Ramalina siliquosa complex (Ascomycotina, Ramalinaceae): Gene flow and reproductive isolation. American Journal of Botany 80: 1472-1481.[106]

1994
- CULBERSON, W. L. & C. E CULBERSON. Secondary metabolites as a tool in Ascomycete systematics: lichenized fungi, pp. 155-163. In D. L. Hawksworth (ed.), Ascomycete Systematics: Problems and Perspectives in the Nineties. Plenum Press, NY.
- CULBERSON, W. L., C. E CULBERSON, A. JOHNSON & Y. S. PARK. New chemistries in the Cladonia cariosa complex and homoheveadride in natural thalli and single-spore cultures of C. polycarpoides and C. polycarpia. Bibliotheca Lichenologica 53: 43-52.

1996
- NARUI, T., C. E CULBERSON, W. L. CULBERSON, A. JOHNSON & S. SHIBATA. A contribution to the chemistry of the lichen family Umbilicariaceae (Ascomycotina). THE BRYOLOGIST 99: 199-211.[107]
- NARUI, T., S. TAKATSUKI, K. SAWADA, T. OKUYAMA, C. F.CULBERSON, W. L. CULBERSON & S. SHIBATA. Lasallic acid, a tridepside from the lichen Lasallia asiae-orientalis. Phytochemistry 42: 839-842.[108]

1998
- NARUI, T., K. SAWADA, S. TAKATSUKI, T. OKUYAMA, C. E CULBERSON, W. L. CULBERSON & S. SHIBATA. NMR assignments of depsides and tridepsides of the lichen family Umbilicariaceae (Ascomycotina). Phytochemistry 48: 815-822.[109]

1999
- CULBERSON, C. E, S. LAGRECA, A. JOHNSON & W. L. CULBERSON. Trivaric acid, a new tridepside in the Ramalina americana chemotype-complex (Lichenized Ascomycota, Ramalinaceae). THE BRYOLOGIST 102: 595-601.[110]
- NARUI, T., K. SAWADA, C. E CULBERSON, W. L. CULBERSON & S. SHIBATA. Pustulan-type polysaccharides as a constant character of the Umbilicariaceae (Lichenized Ascomycotina). THE BRYOLOGIST 102: 80-85.[111]

2001
- CULBERSON, C. E & W. L. CULBERSON. Future directions in lichen chemistry. THE BRYOLOGIST 104: 230-234.[112]
- MCCARTHY, P. M., W. L. CULBERSON, R. S. EGAN & T. L. ESSLINGER. Lichenological publications of Jack Elix: 1969-2000. Bibliotheca Lichenologica 78: 411-429.
- WANG, L-S., T. NARUI, H. HARADA, C. E CULBERSON & W. L. CULBERSON. Ethnic uses of lichens in Yunnan, China. THE BRYOLOGIST 104: 345-349.[113]